# Stefan Hell
Stefan Hell született Stefan Walter Hell (Arad, 1962. december 23. –) bánsági sváb származású kémiai Nobel-díjas német fizikus, a göttingeni Max Planck Biofizikai Kémiai Intézet igazgatója.
A szuperrezolúciós mikroszkópiában, a stimulált emissziós kioltást az úgynevezett STED-eljárást dolgozta ki. 2014-ben a nanoszkópia területén elért eredményéért Eric Betzig amerikai fizikussal és William Moerner amerikai kémiai-fizikussal közösen kapott Nobel-díjat.

## Élete
Bánáti sváb családba született szülei Romániában Újszentannán éltek. Egy évet járt a Nikolaus Lenau Líceumban Temesváron, azonban 1978-ban szüleivel együtt emigrált Nyugat-Németországba. 1981-től a Heidelbergi Egyetemen fizikusnak tanult és itt szerzett 1990-ben doktori fokozatot. Témavezető tanára Siegfried Hunklinger vizsgált témaköre az átlátszó mikrostruktúrák képalkotása konfokális mikroszkópon (angolul: imaging of transparent microstructures in a confocal microscope).
1991 és 1993 között Heidelbergben, az Európai Molekuláris Biológiai Laboratóriumban dolgozott. Kutatott még a  finnországi Turku Egyetemen és Oxfordban is. 1997-ben került Göttingenbe a Max Planck Biofizikai Kémiai Intézethez. 2002-től lett az intézmény igazgatója és ő hozta létre az itt működő nanobiofotonikai részleget. Emellett 2003-tól Heidelbergben vezeti a német rákkutatási központ nagyfelbontású optikai mikroszkópiával foglalkozó részlegét. Tanárként kísérleti fizikát tanít a Göttingeni Egyetemen, és elméleti fizikát a Heidelbergi Egyetemen.
2014-ben a nanoszkópia területén elért eredményéért kapta meg a Nobel-díjat Eric Betzig amerikai fizikussal és William Moerner amerikai kémikus-fizikussal közösen.
Az optikai képalkotó rendszerek nanoméretes tartományban (a méter milliomod része) zajló folyamatokat is képesek megfigyelni. Hell 2000-ben fejlesztette ki a STED-eljárást a stimulált emissziós kioltást vagy más néven stimulált emisszió-depléciót (stimulated emission depletion, STED), melynek segítségével a vizsgált mintát nanométerről nanométerre letapogatva lehet megkapni, így az optikai mikroszkópoknál nagyságrendekkel nagyobb felbontású képekhez lehet jutni. Az eljárásnak köszönhetően vizsgálhatóak lettek a fehérje-elváltozások olyan betegségekben, mint az Alzheimer-, a Parkinson- vagy a Huntington-kór.

## Fordítás
- Ez a szócikk részben vagy egészben  a   Stefan Hell című angol Wikipédia-szócikk ezen változatának fordításán alapul.  Az eredeti cikk szerkesztőit annak laptörténete sorolja fel. Ez a jelzés csupán a megfogalmazás eredetét és a szerzői jogokat jelzi, nem szolgál a cikkben szereplő információk forrásmegjelöléseként.